# Маскированный сорокопут
Маскированный сорокопут (лат. Lanius nubicus) — небольшая певчая птица из семейства сорокопутовых.

## Описание
Маскированный сорокопут длиной 17 см. Верхняя часть тела чёрная. Плечи белые, так же как и основание маховых перьев. Нижняя часть тела белая, боковые стороны оранжево-коричневого или красновато-коричневого цвета. Маленькая, с плоским лбом голова имеет чёрно-белое оперение. Макушка и затылок чёрные, лоб, щёки и шея белые. Тонкая, чёрная полоса проходит через глаза. Длинный хвост чёрного цвета. У сидящей птицы он всегда находится в движении. Радужины и клюв чёрные. Ноги серые.
Оперение верхней части тела самок чёрно-коричневого цвета, белое оперение плеч и крыльев значительно меньше чем у самцов. Ржаво-красная окраска боковых сторон тела неприметна и узнаваема только вблизи.
Полёт прямолинеен, лёгок и быстр и напоминает полёт мухоловок.

## Распространение
Маскированный сорокопут распространён в восточном Средиземноморье, на нескольких Эгейских островах, на Кипре и на западе и юге Турции. Изолированные популяции известны в юго-восточной Турции, на юге Кавказского региона, на северо-западе Ирана, в Загросе, Ираке, а также в Сирии. На юге Балканского полуострова птицы встречаются в Македонии, Болгарии и на севере Греции, а также на юге Сербии. Восточная граница ареала неизвестна, возможно, она проходит по территории Туркменистана или северо-западного Афганистана.
Маскированный сорокопут населяет открытые ландшафты с более густой деревянистой растительностью и кустарником. Птица обитает тополиные аллеи, старые, заброшенные фруктовые сады, оливковые, дубовые, пиниевые и кедровые рощи, а также заросли можжевельника. Он встречается на высоте от уровня моря до 2000 м на высокогорье, предпочитая холмистую местность и предгорье.
Птицам необходим гнездовой участок площадью от 2 до 5 га.

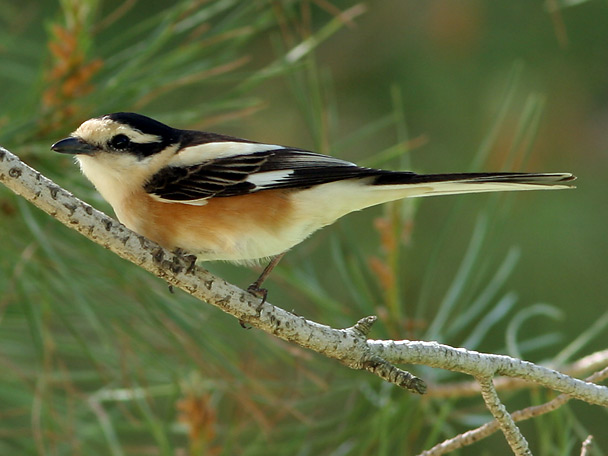

## Питание
Питание состоит преимущественно из крупных насекомых, таких как саранча, цикады, сверчки, жуки и стрекозы, чешуекрылые на разных стадиях своего развития, муравьи и перепончатокрылые также входят в рацион питания. Иногда птица поедает также мелких ящериц и млекопитающих, таких как мыши и землеройки и разоряет птичьи гнёзда. Во время миграции маленькие, истощённые перелётные птицы, такие как славка-завирушка или малый стриж становятся добычей маскированного сорокопута.

## Размножение

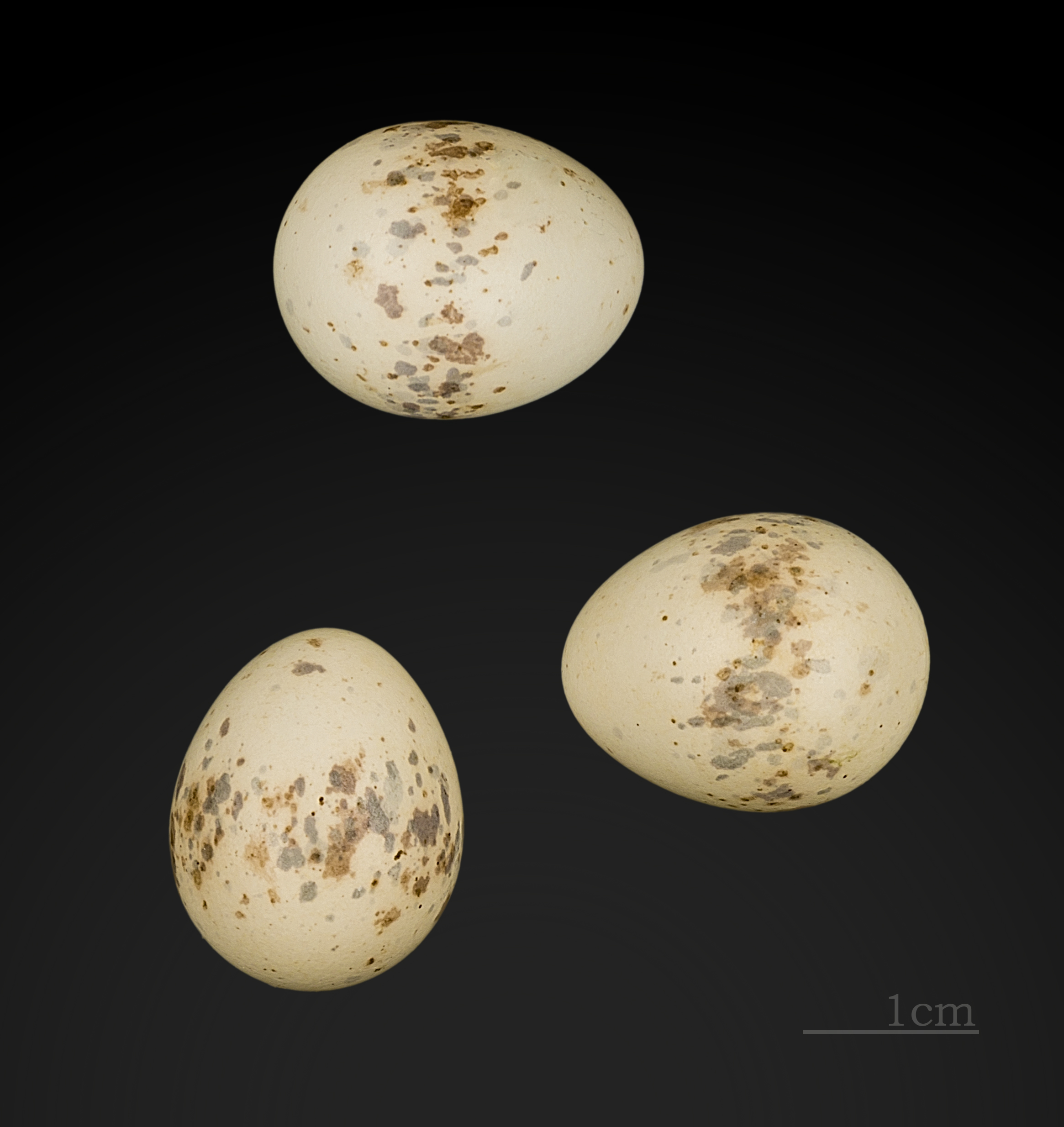
Яйца маскированного сорокопута

Птицы моногамны. Самцы прибывают к местам гнездования за несколько дней до самок. Токование начинается в апреле. Часто партнёры поют дуэтом, самка принимает корм у самца, пригнувшись под его дрожащими крыльями. Гнездо строят обе птицы на высоте 1—10 м. Оно состоит из кусочков корней, трав, стеблей (часто также с цветками), сосновых игл и мха. Внутри оно выкладывается мягкими материалами, такими как шерсть, пух растений и часто материалами антропогенного происхождения. Это художественно сооружённая, маленькая, компактная чашка, устроенная чаще на боковых ветвях различных видов деревьев. Минимальные расстояния между гнёздами составляет менее 100 м. В Ираке в открытой дубовой роще были найдены 10 гнёзд на расстоянии 800 м друг от друга. Дважды гнездо не используется, часто оно разрушается, а его материал используется повторно для строительства нового гнезда.
Кладка начинается в Малой Азии в конце апреля. Однако, большинство кладок происходит в середине мая. Вторые кладки встречаются очень часто, запасные кладки являются правилом. В первой кладке от 4 до 7 жёлто-коричневых, зеленовато-серых или розовых яиц с тёмными пятнами на тупом конце. Редко в кладке бывает 8 и 9 яиц. Вторые кладки меньше и насчитывают всего 3 яйца. Длина яйца составляет 20 мм, ширина — 16 мм.
Высиживание длится 14—16 дней. В это время самец почти всегда поблизости от гнезда, охраняет и кормит самку. Птенцов кормят оба родителя. Через 20 дней они становятся самостоятельными, однако, ещё по меньшей мере 2 недели их кормят родители.